# صافي (منبج)
صافي قرية سوريّة تتبع إداريّاً لمحافظة حلب منطقة منبج ناحية مركز منبج، بلغ تعداد سكانها 290 نسمة حسب التعداد السكاني لعام 2004.
صافي قرية سوريا تابعة لمنطقة منبج التابعه إدارياً لمحافظة حلب
قرية زراعية تشتهر بزراعة القمح والخضروات والقطن وأشجار الزيتون والفستق الحلبي ويذكر انها تتميز بمياهها العذبة حيث كانت بها نبعة مياه ثم جفت لاحقاً
يفتخر سكان القرية بتراثهم القديم الذي لازال يتسم بالكرم والمحبة والشجاعة والمسامحة وردع الظالم ونصرة المظلوم
تتزين في فصل الربيع بالازهار التي تغطي مساحة كبيرة من القرية والورود الجذابة التي تسر عين الناظرين والعشب الذي يلف منازل القرية وايضاً في فصل الصيف حيث ترى البساتين الزراعية في كل مكان
تُشرق شمس قرية صافي الجميلة والتي يتبعها صوت زقزقة العصافير ومرشات المياه التي تسقي الحقول والتلاميذ الذاهبين لمدرسة القرية والفلاحين الذين يعملون في أرضهم التي تتمتع بتربة خصبة غنية بالمعادن